# Josip Šporer
Josip Šporer (ur. 1931, zm. 2024) – chorwacki sportowiec (skoczek narciarski, piłkarz i kręglarz) oraz trener w tych dyscyplinach. 
Wielokrotny rekordzista Chorwacji w skokach narciarskich; do dziś rekordzista Chorwacji pod względem długości skoku narciarskiego.

## Kariera sportowa i trenerska
Otrzymał liczne nagrody, m.in. nagrodę Državna nagrada za šport "Franjo Bučar" (w tłumaczeniu: Państwowa Nagroda za Sport "Franjo Bučar").

### Skoki narciarskie
Zaczął skakać na nartach w wieku 11 lat. W latach 40. XX wieku skoczył na Velikance 102 metry, co do dziś jest rekordem Chorwacji w długości skoku narciarskiego. W 1947 roku skoczył 36 metrów na skoczni K10 w Delnicach ustanawiając rekord skoczni. W 2006 roku wziął udział w Mistrzostwach Chorwacji Weteranów w Delnicach. Łącznie 19 razy zdobył rekord Chorwacji w tej dyscyplinie.  

#### Kariera trenerska
Był trenerem narciarskim. Kierował skokami narciarskimi na Zimowych Igrzyskach Olimpijskich 1984 w Sarajewie.

### Kręgle
Od 1953 do 2014 profesjonalnie lub półprofesjonalnie grał w kręgle. Jest inicjatorem budowy dwutorowego toru do kręgli w Delnicach, w których założył także klub kręglarski. Był także zawodnikiem i trenerem klubu Goranin, a od 1970 r. członkiem KK Delnice. Do 2014 roku był członkiem lokalnego klubu kręglarskiego i brał udział w oficjalnych zawodach w tym sporcie.

### Piłka nożna
Od 1946 r. profesjonalnie lub półprofesjonalnie uprawiał piłkę nożną.

#### Kariera trenerska
Był trenerem w klubie piłkarskim Goranin we wszystkich kategoriach wiekowych.